# سرگی لیتوینوف (زاده ۱۹۸۶)
سرگی لیتوینوف (روسی: Сергей Сергеевич Литвинов؛ زادهٔ ۲۷ ژانویه ۱۹۸۶) پرتاب‌گر چکش اهل روسیه است. وی در مسابقات کشوری و بین‌المللی در مجموع برندهٔ ۱ مدال برنز شده‌است.